# 卡佩拉 (塞爾希培州)
10°30′10″S 37°03′10″W / 10.50278°S 37.05278°W
卡佩拉（葡萄牙語：Capela），是巴西的城鎮，位於該國東北部，由塞爾希培州負責管轄，始建於1888年8月28日，面積441平方公里，海拔高度162米，2013年人口32,666，人口密度每平方公里74.12人。